# Yazdegerd II

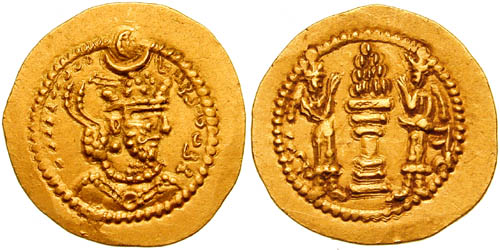
Moneda de Yazdegerd II.

Yazdegerd II (etimológicamente hecho por Dios, Izdegerdes; en persa, یزدگرد), llamado Istijerdes segundo en las fuentes clásicas, fue un rey sasánida de Persia, hijo de Bahram V (421-438), que reinó de 438 a 457.

## Reinado
Al principio de su reinado, Yazdegerd II atacó rápidamente al Imperio bizantino con un ejército compuesto por hombres de diferentes naciones, y sus aliados indios que se unieron a ellos para evitar la amenaza de una reconstrucción romana (los romanos habían construido unas fortificaciones en el territorio persa cercano a Carrhae anticipándose a las expediciones que querían realizar). Los romanos fueron sorprendidos por las tropas de Yazdegerd, pero una inesperada inundación impidió que los persas se adentraran más en territorio romano. 
El emperador bizantino Teodosio II (408-450) solicitó la paz y envió a su comandante al campo de Yazdegerd II. Según los acuerdos firmados en 441, ambos imperios prometieron no construir fortificaciones en los territorios fronterizos. Yazdegerd II, pese a que en ese momento aventajaba a los romanos, no se aprovechó de ello con exigencias suplementarias debido a las incursiones de los kidaritas en Parthia. Replegó a sus tropas en Nishapur en 443 y empezó una lucha prolongada contra los kidaritas. Tras numerosas batallas, consiguió hacerlos retroceder más allá de Amu Daria en 450.
Durante su campaña oriental, Yazdegerd II tuvo sospechas de los cristianos que había en el ejército y entre los nobles y emprendió su persecución y, en menor medida, también hostigó a los judaistas (llamados judíos por una confusión con la etnia judía) y promulgó más leyes a favor de los zoroastrianos y aplastó una sublevación de armenios cristianos en la batalla de Avarair en 451. Si bien fue una victoria de los persas, afirmó el carácter cristiano de la nación armenia, que recuerda todo el episodio como «La gesta de Vartanantz». 
En sus últimos años de reinado, Yazdegerd II volvió a arremeter contra los kiraditas, con los que luchó hasta su muerte, ocurrida en el 457. A excepción de su política religiosa y la persecución de las minorías, sus súbditos le consideraban un dirigente justo y moderado.